# 태풍 덴빈 (2012년)
태풍 덴빈(태풍 번호: 1214, JTWC 지정 번호: 15W, 국제명: TEMBIN, 필리핀 기상청(PAGASA) 지정 이름: Igme)은 2012년에 북서태평양에서 발생한 14번째 태풍으로 제15호 태풍 볼라벤과 후지와라 효과가 발생해 기이한 진로를 밟게 되었다. 8월 23일과 8월 27일 동시에 대만에 영향을 주게 된 보기 드문 태풍이었다. 또한 대한민국에서는 태풍 볼라벤 이후 바로 한반도에 내습한, 상당히 이례적인 현상을 나타냈고 먼저 발생한 덴빈이 나중에 발생한 볼라벤보다 늦게 북상한 기록도 가지고 있다. 태풍 덴빈은 2012년에 대한민국에 영향을 준 4번째 태풍이었다.

## 개요

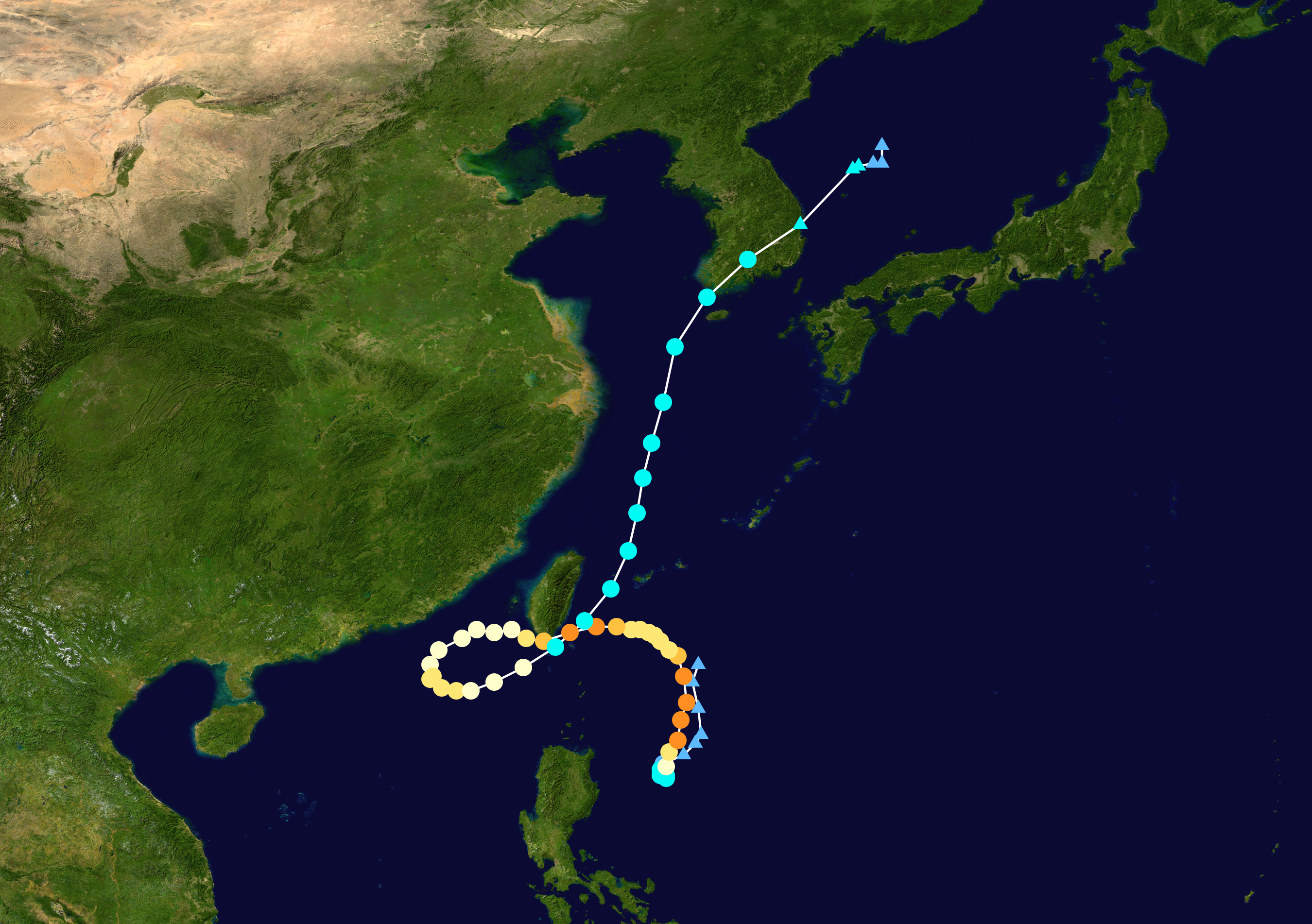
태풍 덴빈의 이동 경로

8월 16일, 대만 남동부 해상에서 열대 요란이 발생했다. 8월 17일에 일본 기상청(JMA)이 이 열대 요란을 열대 저기압으로 격상시켰고 8월 18일에는 미국 합동태풍경보센터(JTWC)에서 열대 저기압 발생 경고령을 내렸다. 8월 19일이 되자 JMA가 열대 폭풍으로 승격시킨 후 폭풍에 국제명인 '덴빈(TEMBIN)'을 부여했다. 곧이어 필리핀 기상청(PAGASA) 또한 열대 저기압으로 승격시킨 후 PAGASA에서 독자적으로 명명하는 이름인 'Igme'를 부여했다. 8월 20일에는 속력이 느려지면서 급격하게 강력해져 JMA와 JTWC 두 기관이 모두 태풍의 단계까지 올렸다. 자정에 사피어-심프슨 허리케인 등급 제1등급의 세력으로 발달한 후 6시간 마다 등급이 하나씩 올라갔다. 오후 6시 쯤에는 제4등급의 세력까지 강력해졌고 덴빈은 이 세력을 8월 21일까지 유지하였다.
8월 22일에는 더욱 약해져 다시 제1등급의 세력으로 약화되었으나 8월 23일부터 다시 강해져 제3등급의 세력까지 도달했다. 덴빈은 대만 인근 시각으로 8월 24일 오전 5시에 대만 남부에 위치한 핑둥 현 무단 향에 1차적으로 상륙하였다. 2시간 후 대만 해협에 도달하였으나 육지와의 마찰 때문에 덴빈은 세력이 약해져 JMA에 의해 강한 열대폭풍으로 강등되었고 JTWC는 열대 폭풍으로 격하시켰다. 그러나 타이완 해협에서 빠져나온 뒤 남중국해에 진입하게 되면서 덴빈의 세력은 강력해지기 시작했다. 8월 25일에 JMA가 다시 태풍의 단계까지 올렸고 8월 26일에는 제3등급 태풍으로 발달했다. 그러나 덴빈은 이날 대만에 2차적으로 상륙했고 세력은 크게 약해졌다.
열대 폭풍의 세력으로 북진하게 된 덴빈은 8월 30일 한국 시간으로 오전 6시에 제주특별자치도 서귀포시 서남서쪽 약 90 km 부근 해상까지 진출했다. 6시간 뒤에는 전라남도 고흥군에 상륙하였고 12시간 뒤인 8월 31일 0시에 강원도 동해시 동쪽 약 110 km 부근 해상에서 온대저기압으로 변질되었다.
태풍 덴빈(TEMBIN)은 일본에서 제출하였으며 별자리 중 하나인 천칭자리를 의미한다.
| 순위 | 발생일      | 태풍명        | 재산 피해액 (억원) |
| ---- | ----------- | ------------- | ------------------ |
| 1위  | 0215        | 루사          | 51,479             |
| 2위  | 0314        | 매미          | 42,225             |
| 3위  | 0603        | 에위니아      | 18,344             |
| 4위  | 9907        | 올가          | 10,490             |
| 5위  | 1214 / 1215 | 덴빈 / 볼라벤 | 6,365              |
| 6위  | 9507        | 재니스        | 4,563              |
| 7위  | 8705        | 셀마          | 3,913              |
| 8위  | 1216        | 산바          | 3,657              |
| 9위  | 9809        | 예니          | 2,749              |
| 10위 | 0012        | 프라피룬      | 2,521              |

## 중심 기압 및 최대 풍속의 경과
- 2012년 8월 19일 태풍 덴빈 발생
- 2012년 8월 21일 대만 부근에서 최대풍속 45 m/s 발달
- 2012년 8월 24일 대만 1차 상륙
- 2012년 8월 25일 후지와라 효과로 인하여 동중국해로 유턴
- 2012년 8월 28일 대만 2차 상륙
- 2012년 8월 30일 6시 제주도 부근 해상 통과
- 2012년 8월 30일 11시 완도부근 해상 통과
- 2012년 8월 30일 12시 고흥반도 상륙
- 2012년 8월 30일 18시 안동 서북서쪽 약 50 km 부근 육상
- 2012년 8월 30일 20시 경북 안동 육상
- 2012년 8월 30일 21시 강원 삼척 육상
- 2012년 8월 31일 00시 동해 동쪽 약 100 km 부근 해상에서 소멸

## 같이 보기
- 태풍 파나피
- 태풍 무이파 (2011년)
- 태풍 카이탁 (2012년)
- 태풍 볼라벤(2012년)